# Культробітник
«Культробітник» — український журнал, ілюстрований двотижневик, що видавався російською та українською мовами (у 1927 році — під назвою «Культработник») у видавництві «Український робітник» (Харків).

## Діяльність журналу
Журнал виник у Харкові після реорганізації журналу «Робочий клуб» (виходив з лютого 1925 року до грудня 1927 року як орган Головного політично-просвітницької ради УСРР та Культвідділу Всеукраїнської ради професійних спілок (ВУРПС)). Видавався у 1927—1930 роках, будучи органом культвідділів ВУРПС, Харківської округової ради професійних спілок (ХОРПС) та Всеукраїнської спілки споживчих кооперативних організацій (ВУКОспілок).
Ключовими завданнями редколегії журналу були: висвітлення досвіду роботи низових культосередків на підприємствах, в установах, червоних куточках, робітничих клубах; обговорення актуальних проблем, які виникають у роботі закладів культури; надання методичної допомоги культпрацівникам. Структура журналу і тематика публікацій були стабільними: клубна та бібліотечна робота, робітничий театр в регіонах, інформація з міст та сіл України. З часом з'явилися розділи «Фізкультура», «Юнсектор», статті про українське кіно, сценарії та художні твори.